# Petite Fille (téléfilm)
Pour les articles homonymes, voir Petite Fille.
Pour plus de détails, voir Fiche technique et Distribution.
Petite Fille est un téléfilm français réalisé par Laetitia Masson et diffusé en 2011.

## Synopsis
Sylvie Neige a 35 ans. Fille unique, elle travaille et vit dans la ferme de ses parents. Ceux-ci élèvent des moutons et quelques vaches.  
La seule distraction que la jeune femme s’autorise est un cours de théâtre, dispensé au village voisin. C’est là, lors d'une répétition, qu’elle rencontre Gabriel, un séduisant citadin dont la mère est originaire du village. Il est de passage chez ses cousins. Il tombe sous son charme, ils font connaissance et passent la nuit ensemble, dans un des endroits qu'elle affectionne. Les parents de Sylvie, morts d'angoisse en ne la voyant pas rentrer avertissent les gendarmes. Ceux-ci la retrouvent au petit matin avec Gabriel. Il la ramène chez elle, mais l'accueil est plus que glacial. Comme il l'a invité à venir chez lui un week-end, Sylvie décide de partir à l'insu de ses parents. Elle prend le train avec l'aide de sa meilleure amie, mais le soi-disant amoureux fait faux-bond. Il n'est pas au bout du quai comme il l'a promis. Elle réussit à trouver son appartement et dort devant la porte après avoir sonné en vain. Elle se trouve un hôtel et rentre le lendemain à la ferme comme si de rien n'était, prétendant avoir passé un week-end merveilleux.
Pendant ce temps, ses parents passent une annonce sur internet et lui trouvent un prétendant, sélectionneur d'agneaux pour de grands restaurants. Il pourra donc reprendre la ferme et la faire prospérer. Il est très gentil mais ne conquiert pas son cœur. Malheureusement, elle ne sait pas comment s'opposer  à ses parents et faire reconnaitre son droit à choisir librement sa vie. Résignée elle exprime et fait ce qu'on attend d'elle. Ses futurs beaux-parents viennent faire sa connaissance le jour de la première de la pièce. Elle est incapable d'y aller et ne se présente pas. La pièce sera jouée, la professeur prenant sa place. 
Dans un élan de folie, la même nuit elle va tuer ses parents dans leur sommeil et mettre le feu au corps de ferme. Elle sera retrouvée au petit matin par la gendarmerie à l'endroit où elle se trouvait avec Gabriel. Elle avoue son meurtre et sera condamnée à la prison. À sa sortie elle coupe tout contact avec sa vie précédente et ses amis.
Gabriel réapparaîtra peu après sa sortie de prison, cherchant à retrouver sa trace. On comprend qu'il n'avait pu la retrouver car sa mère venait de décéder. À chaque fois qu'il appelait, les parents de Sylvie filtraient l'appel et le décourageaient dans ses tentatives de lui parler. En parlant avec la professeur de théâtre il obtient une piste et finalement retrouve Sylvie, ouvreuse dans un théâtre. Elle est toujours passionnée par les pièces. En voyant la montre qu'elle lui avait laissée lors de leur première rencontre elle se laisse attendrir…

## Fiche technique
- Titre original : Petite Fille
- Réalisation : Laetitia Masson
- Scénario : Laetitia Masson
- Musique : Jean-Louis Murat
- Chansons BO : paroles, musique et interprétation par Jean-Louis Murat (Scarlett Productions Éditions)[2]
  - Philo
  - Quelle encre tire de ma bouche ces indicibles vérités
  - Saurais-tu par cœur
- Photographie : Antoine Héberlé
- Cadrage : Isabelle Ben Khaled
- Assistants-opérateur : Thierry Tronchet (1er cam A), Julien Richez (1er cam B), Marc Sprimont (1er cam B add.), Jimmy Wambre (2e)
- Opérateur steadicam : Ludovic Guyonneau
- Son : Daniel Banaszak
- Montage : Yves Langlois
- Décors : Pascale Consigny
- Costumes : Carole Gérard, Christine Marot
- Tournage : 
  - Langue : français
  - Période prises de vue : 27 août 2009 au 25 septembre 2009
  - Extérieurs : Bailleul, Bray-Dunes, Cassel, Comines, Lille, Les Moëres, Roubaix, Zuydcoote (Nord)
- Producteur : Matthieu Tarot
- Sociétés de production : Albertine Productions, Cinéma et audiovisuel du Nord-Pas-de-Calais (CRRAV), avec l'aide de la Région Nord-Pas-de-Calais, la participation de France Télévisions et TV5 Monde, avec le soutien du CNC
- Chaînes de diffusion : France 3[3],[4],[5],[6], TV5 Monde, TSR2
- Format : couleur — Super 16 mm — 16/9 — son stéréophonique
- Genre : drame
- Durée : 90 minutes
- Avant-première : 6 juillet 2010 au Studio national des arts contemporains Le Fresnoy de Tourcoing (Nord)[7]
- Première régionale : 11 novembre 2010 au Casino d'Arras dans le cadre du 11e Arras Film Festival
- Diffusion :  7 août 2011 sur TSR2[8],  9 août 2011 sur France 3[9],[10].

## Distribution
- Hélène Fillières : Sylvie Neige
- Aurore Clément : la mère de Sylvie
- André Wilms : le père de Sylvie
- Sophie Guillemin : Christelle
- Benjamin Biolay : Gabriel
- Valérie Dréville : Madame Clément
- Fabio Zenoni : Stéphane
- Mathilde Braure : Gisèle
- Ilona Curti : Juliette
- Éric Leblanc : Bernard Leroy
- Éric Bougnon : Christian, le boucher
- Mickael Decherf : Jérôme
- Franck Andrieux : premier gendarme
- Jean-François Picotin : deuxième gendarme
- Marcelle Fontaine : la mère de Stéphane
- Serge Flamenbaum : le père de Stéphane

## Distinction
- FIPA 2011 (du 24 au 30 janvier à Biarritz) : en compétition officielle[11].